# Гура-Свентей-Малгожаты (гмина)
Гура-Свентей-Малгожаты (пол. Góra Świętej Małgorzaty) — сельская гмина (волость) в Польше, административно входящая в состав Ленчицкого повета Лодзинского воеводства. Население гмины на 31 декабря 2024 года составляло 4240 человек.

## Состав гмины
Административным центром гмины Гура-Свентей-Малгожаты является, находящееся в её географическом центре одноимённое село. Помимо него в состав гмины также входят 28 населённых пунктов: Амброжев, Богданьчев, Брыски, Брыски-Колёня, Виташевице, Глупеев, Гай, Загай, Каршнице, Квяткувек, Констанцин, Косёрув, Косин, Ленткув, Марынки, Ментлев, Мерчин, Моракув, Новы-Гай, Оршевице, Подгужице, Рогулице, Ставы, Слуги, Стары-Гай, Чарнополе, Тум и Янув.

## Население
|        | 2004 | 2013 | 2024 |
| ------ | ---- | ---- | ---- |
| Всего  | 4677 | 4486 | 4240 |
| Женщин |      |      | 2176 |
| Мужчин |      |      | 2064 |

## Соседние гмины
1. Гмина Кшижанув
2. Гмина Ленчица
3. Ленчица
4. Озоркув
5. Гмина Пёнтек
6. Гмина Витоня